# Lovrencija
Lovrencija je žensko osebno ime.

## Izvor imena
Ime Lovrencija je različica imena Lavra oziroma Lovrenc.

## Pogostost imena
Po podatkih Statističnega urada Republike Slovenije je bilo na dan 31. decembra 2007 v Sloveniji število moških oseb z imenom Lovrencij: 12.

## Osebni praznik
V koledarju je ime Lovrencija skupaj z imenom Lovrenc oziroma Lavra.